# Urosaurus lahtelai
Espèce
Statut de conservation UICN

 LC  : Préoccupation mineure
Urosaurus lahtelai est une espèce de sauriens de la famille des Phrynosomatidae.

## Répartition
Cette espèce est endémique de Basse-Californie au Mexique.

## Étymologie
Cette espèce est nommée en l'honneur d'Hans Friedrich Gadow.

## Publication originale
- Rau & Loomis, 1977 : A new species of Urosaurus (Reptilia, Lacertilia, Iguanidae) from Baja California, Mexico. Journal of Herpetology, vol. 11, no 1, p. 25-29.